# 奥州市営バス

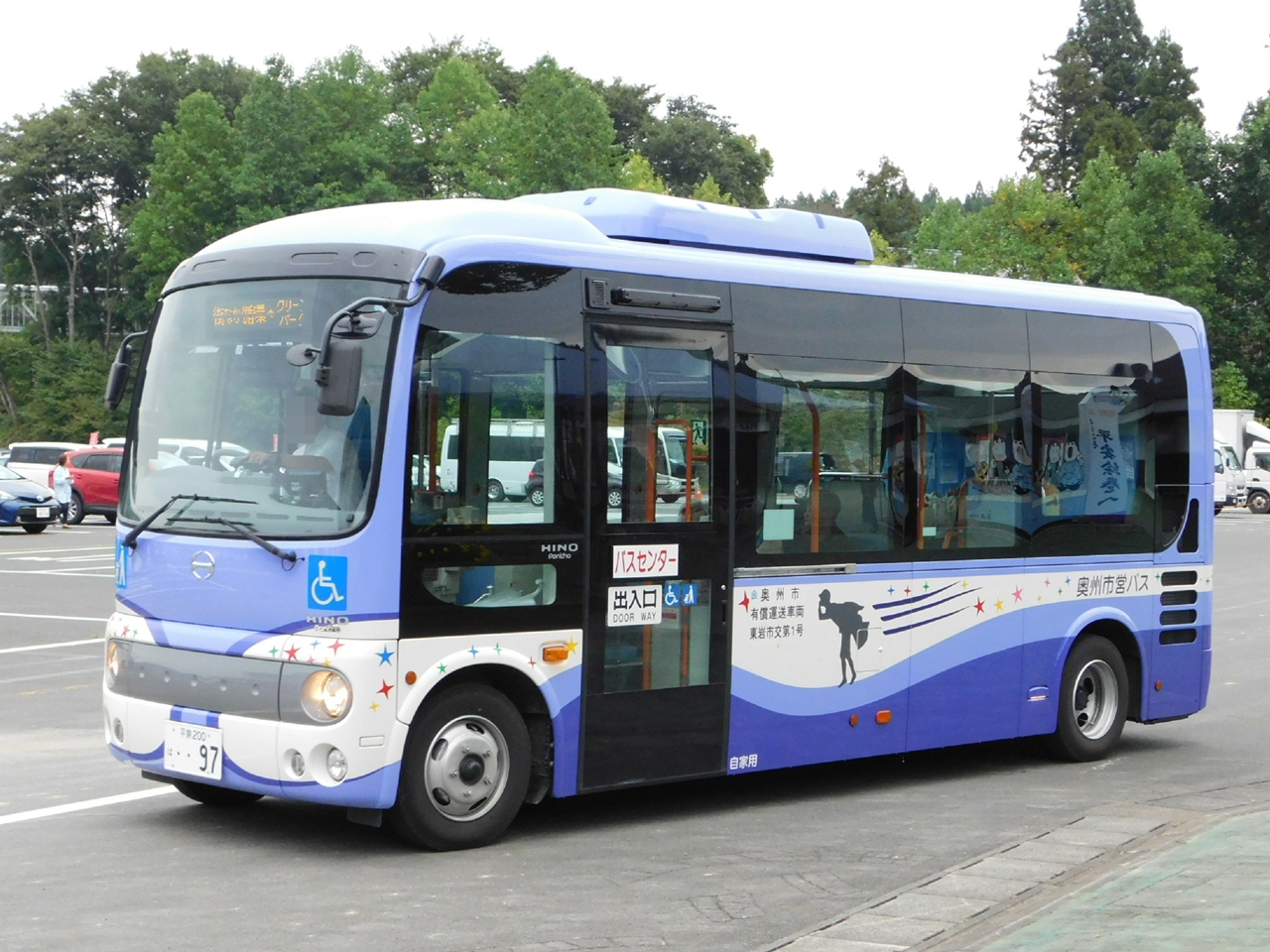
奥州市営バスの車両

奥州市営バス（おうしゅうしえいバス）は、岩手県奥州市が江刺地区で運行する自治体バス（廃止代替バス）である。旧江刺市が江刺市営バスとして運行していた自治体バスを、市町村合併に伴い奥州市が引き継いだものである。
岩手県交通江刺営業所管内の一般路線バス廃止後に、早池峰バスによる短期間の廃止代替運行を経て、現在の形となっている。

## 概要

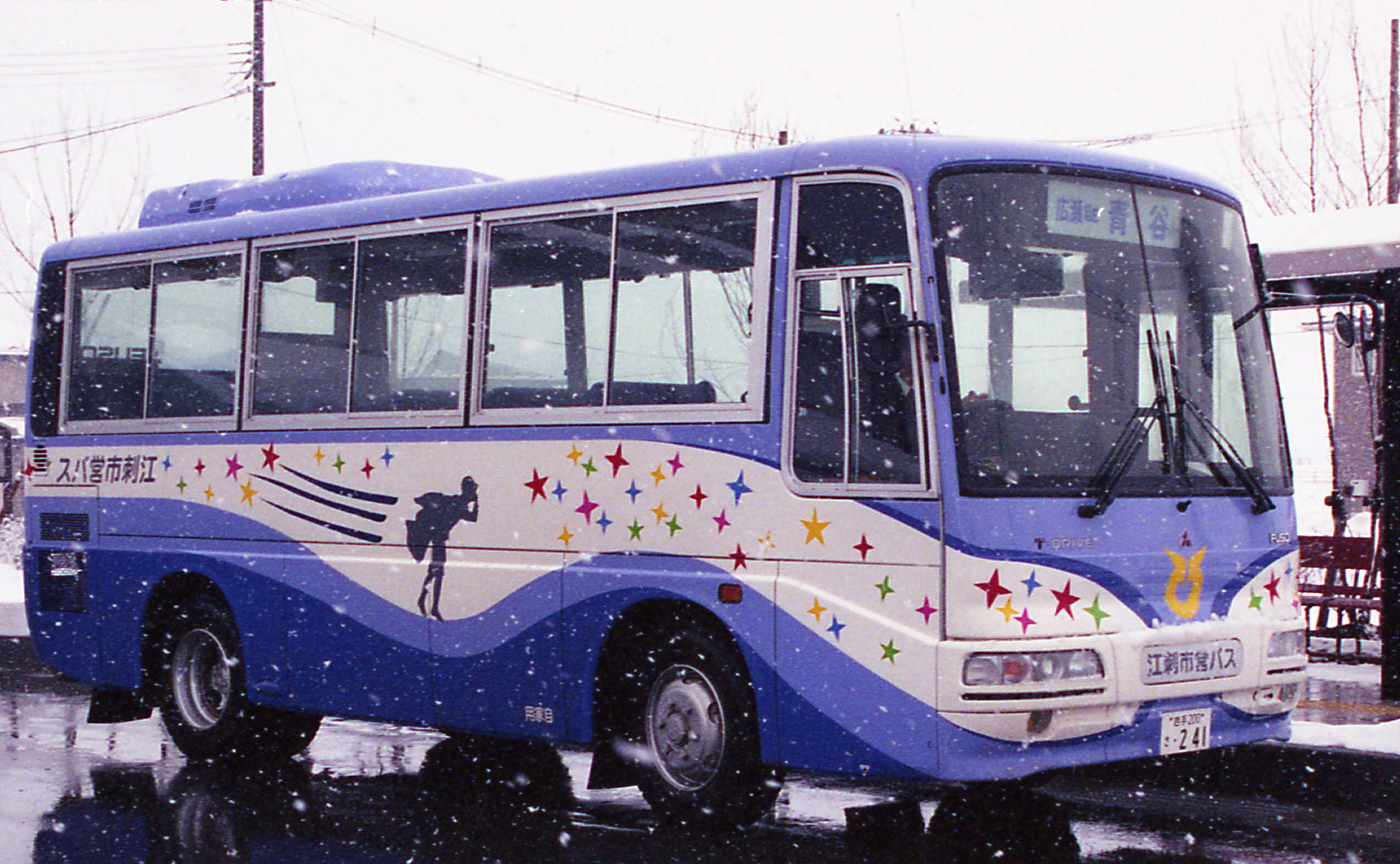
江刺市営バス当時の車両

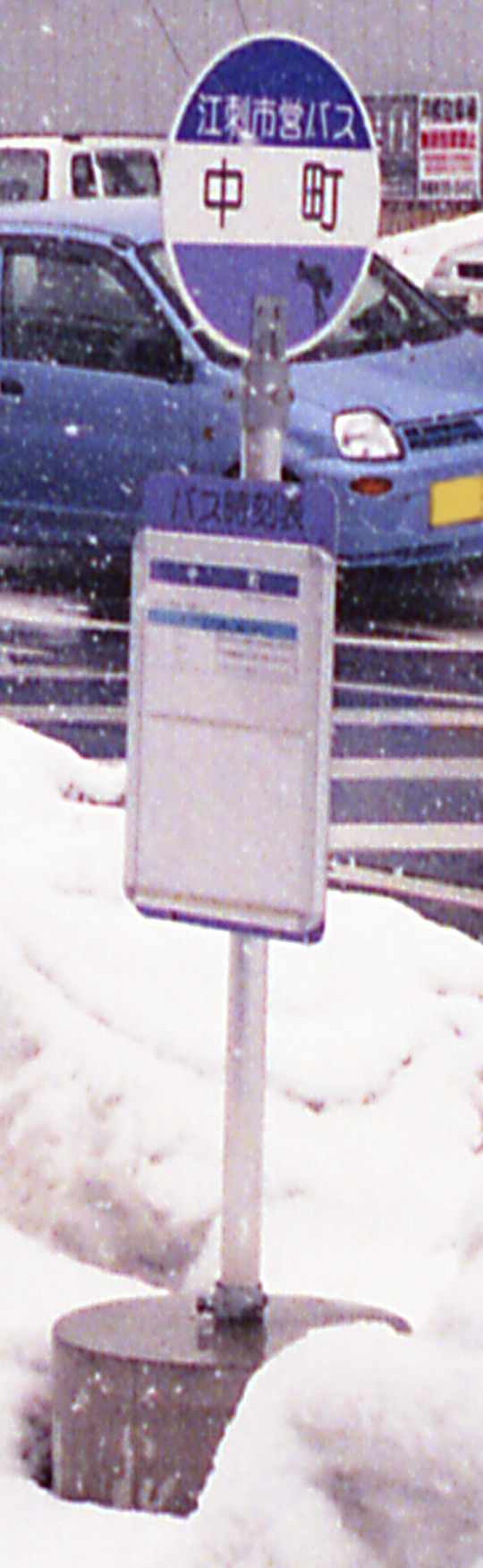
江刺市営バス当時のバス停

運行形態は運行開始当時より、道路運送法の規定に基づく自家用自動車（白ナンバー車）による有償運送であり、奥州市が車両を所有し、運転・車両管理業務を委託して運行している。
運行開始から長らくの間、早池峰バス江刺営業所が業務を受託していた。なお同営業所では旧江刺市の頃から、スクールバスや給食運搬車等の運転・車両管理業務を受託している。受託車両が大半を占め、自社所有の事業用（緑ナンバー）車両は数両であるが、それらも全て奥州市（水沢地区・衣川地区）より運行委託を受けた路線で使用されていた。
早池峰バスは2017年3月末をもって全業務を岩手県交通へ移管し、以降は同社が受託している。また2019 - 2021年度・2023年度においては一部を市内の事業者である株式会社野口（野口交通・野口石材等を運営）が受託している。野口で受託している車両はスクールバスや給食運搬車を含め、早池峰バス江刺営業所の跡地を拠点として運行している。岩手県交通も当初は同所を拠点として運行していたが、現在は胆江営業所を拠点としている。
2024年12月24日から地域連携ICカードである「Iwate Green Pass」を導入したと同時に、交通系ICカード全国相互利用サービスによる利用が可能となった。

## 沿革
- 2000年（平成12年）
  - 4月1日 - 岩手県交通江刺営業所管内の路線廃止に伴い、その廃止代替路線として早池峰バスが暫定的に運行開始[2]。早池峰バスは受託のために江刺営業所を新設。
  - 7月1日 - 前述の廃止代替路線を江刺市が運行主体の江刺市営バスに切り替え、12路線で運行開始[3]。
- 2006年（平成18年）2月20日 - 江刺市の奥州市への合併に伴い、奥州市営バスとして奥州市に引き継がれる。
- 2017年（平成29年） 4月1日 - 早池峰バスが全事業を岩手県交通へ移管したため、同社が奥州市より受託していた事業（奥州市営バス・Zバス・衣川バス星空号など）が、岩手県交通胆江営業所へ移管される。
- 2019年（平成31年）4月1日 - 市営バスの一部路線及び平日の一部便の委託先を、市内の陸運事業者である株式会社野口へ変更。[4]。
- 2022年（令和4年）3月31日 - 野口への委託を終了。翌日より全便岩手県交通への委託に変更。
- 2023年（令和5年）4月1日 - 野口への一部委託を再開。また田原・伊出・広瀬の各地域内交通導入に伴い、運行系統・本数を見直し。
- 2024年（令和6年）
  - 4月1日 - 野口への委託を終了。路線再編に伴い、すべての路線が土・日・祝日運休となる[5]
  - 12月24日 - 岩手県交通の地域連携ICカードである「Iwate Green Pass」を導入。

## 運行内容
- 運賃は対キロ区間制。
  - 岩手県交通が発行するIwate_Green_Passおよび交通系ICカード全国相互利用サービスも利用可能。
  - 岩手県北バスの発行するバスカードは、2010年4月1日以降、利用不可となっている。また、岩手県交通が発行するバスカードも、2025年1月中旬以降利用不可となった。買物バスカードについては運行開始当初から利用できなかった。

## 現行路線

### 街なか循環線
- 江刺バスセンター - 杉ノ町 - イオンタウン江刺 - 江刺総合支所前 - 江刺保育園前 - 六日町 - 川原町 - 栄町 - 江刺バスセンター

### 伊手藤里線
- 【稲荷経由】 江刺バスセンター - サンエー - 江刺病院前 - イオンタウン江刺 - 餅田 - 稲荷 - 野 - 寺後 - 岩明 - JA伊手 - 伊手地区センター
- 【藤里沢田経由】 江刺バスセンター - サンエー - 江刺病院前 - イオンタウン江刺 - 餅田 - 苗代沢 - 野 - 藤里沢田 - 岩明 - JA伊手 - 伊手地区センター

### 梁川線
- 江刺バスセンター - サンエー - 江刺病院前 - イオンタウン江刺 - 中町 - 玉崎 - 大内田 - 日の神 - 梁川 - 梁川下町 - 梁川地区センター

### 米里玉里線
- 江刺バスセンター - サンエー - 江刺病院前 - イオンタウン江刺 - 本町 - 雲南田 - 大内田 - 玉里 - 大和田 - 津田橋 - 大内田 - 米里 - 荒町橋
  - 江刺バスセンター発最終便は玉里止まり。

### 広瀬稲瀬線
- 江刺バスセンター - イオンタウン江刺 - 江刺病院前 - サンエー - 運動公園前 - 稲瀬地区センター - 歌読 - 三の関 - 広瀬

### 田原線
- 江刺バスセンター - サンエー - 江刺病院前 - イオンタウン江刺 - 栄町 - 餅田 - 石山 - 田原小学校前 - 田原地区センター

## 過去の路線
- ●は一時期、野口へ委託先変更されていた路線。○は平日の一部便が野口へ委託先変更されていた路線。

### 田原根木町線
- ●江刺バスセンター - 江刺病院前 - 小田代 - 川内 - 大平 - 根木町
  - 土・日・祝日運休

### 伊手糀谷線・伊手口沢線
- 毎日運行路線
  - ○江刺バスセンター - 江刺病院前 - 寺後 - JA伊手 - 玉川（ - 夏目木）- 糀谷
    - 12月 - 3月は夏目木を経由しない。
- 土・日・祝日運休路線
  - ◯江刺バスセンター - 江刺病院前 - 寺後 - JA伊手 - 玉川 - 糀谷
  - 江刺バスセンター - 江刺病院前 - 藤里沢田 - JA伊手 - 玉川 - 糀谷 - 口沢
  - ●江刺バスセンター - 江刺病院前 - 藤里沢田 - JA伊手 - 糀谷 （- 口沢）

### 梁川大岳線
- ○江刺バスセンター - 江刺病院前 - 大内田 - 日の神 - JA梁川 - 赤部 - 大岳
- 江刺バスセンター - 江刺病院前 - 大内田 - 日の神 - JA梁川 - 大岳
- ●江刺バスセンター - 江刺病院前 - 大内田 - 日の神 - JA梁川 
  - 土・日・祝日運休

### 米里学間沢線
- ○江刺バスセンター - 江刺病院前 - 大内田 - 玉里 - 米里 - 学間沢
  - 日・祝日運休
- 江刺バスセンター - 江刺病院前 - 大内田 - 玉里 - 米里
  - 土・日・祝日運休

### 米里重王堂線
- ○江刺バスセンター - 江刺病院前 - 大内田 - 玉里 - 米里 - 重王堂

### 広瀬青谷線・広瀬西川目線
- ○江刺バスセンター - 江刺病院前 - 広岡 - 西川目
- ○江刺バスセンター - 江刺病院前 - 広岡 - 広瀬 - 青谷
- ●江刺バスセンター - 江刺病院前 - 広岡 - 広瀬
  - 土・日・祝日運休

### 田原原体線
- ○江刺総合支所前 - 江刺病院前 - 江刺バスセンター - 醍醐
  - 土・日・祝日運休

### 稲瀬大迫線
- ○江刺バスセンター - 江刺病院前 - 広岡 - 大迫
  - 土・日・祝日運休

### 街なか循環線（南回り・北回り）
- ○江刺バスセンター - 南八日市 - 江刺病院前 - 江刺警察署前 - 江刺総合支所前 - 江刺バスセンター - 藤原の郷 - グリーンパーク
  - 月曜日運休(ただし、月曜日が祝日の場合は運行)

### 稲瀬・愛宕環状線
- 江刺バスセンター → 江刺総合支所前 → 江刺病院前 → 十三 → 三日町沼の上 → 川西営農センター前 → 自動車学校前 → 江刺病院前 → 江刺総合支所前 → 川原町 → 江刺バスセンター
  - 月曜・水曜・金曜のみ運行。

## 車両
- 奥州市が所有する小型車両で運行。
  - 2019年度に野口が参入するまでは、市営バス・スクールバス・給食輸送車とも旧早池峰バス江刺営業所の跡地を拠点とする運用だった。以降は、岩手県交通に委託された車両は胆江営業所を拠点に、野口に委託された車両は江刺営業所跡地を拠点とする運用となっていた。